# Хірасіге Рюїті
Рюїті Хірасіге (яп. 平繁 龍, нар. 15 червня 1988, Хіросіма) — японський футболіст, нападник клубу «Зеспа Кусацу».
Виступав, зокрема, за клуби «Санфречче Хіросіма» та «Роассо Кумамото», а також молодіжну збірну Японії.

## Клубна кар'єра
У дорослому футболі дебютував 2007 року виступами за команду клубу «Санфречче Хіросіма», в якій провів два сезони, взявши участь у 46 матчах чемпіонату.  Більшість часу, проведеного у складі «Санфречче Хіросіма», був основним гравцем атакувальної ланки команди. У 2010—2011 роках віддавався в оренду до «Токусіма Вортіс» і «Токіо Верді», після чого ще на один сезон повернувся до «Санфречче».
У 2013—2014 роках грав за «Зеспа Кусацу», де регулярно відзначався забитими голами.
Своєю грою за останню команду привернув увагу представників тренерського штабу клубу «Роассо Кумамото», до складу якого приєднався 2015 року. Відіграв за команду з Кумамото наступні два сезони своєї ігрової кар'єри. Граючи у складі «Роассо Кумамото» також здебільшого виходив на поле в основному складі команди, проте відзначався досить низьою результативністю.
1 лютого 2018 року повернувся до «Зеспа Кусацу».

## Виступи за збірну
2007 року залучався до складу молодіжної збірної Японії. У її складі був учасником молодіжного чемпіонату світу 2007 року. На молодіжному рівні зіграв в одному офіційному матчі.

## Титули і досягнення
- Чемпіон Японії (1):

«Санфречче Хіросіма»: 2012
- Володар Суперкубка Японії (1):

«Санфречче Хіросіма»: 2008